# Írország az Eurovíziós Dalfesztiválokon
Írország eddig ötvennyolc alkalommal vett részt az Eurovíziós Dalfesztiválon.
Az ír műsorsugárzó a Raidió Teilifís Éireann, amely 1950 óta tagja az Európai Műsorsugárzók Uniójának, és 1965-ben csatlakozott a versenyhez.
Írország eddig hét alkalommal aratott győzelmet (1970, 1980, 1987, 1992, 1993, 1994, 1996), ezzel Svédországgal holtversenyben a legtöbb győzelemmel rendelkező ország.

## Története

### Évről évre

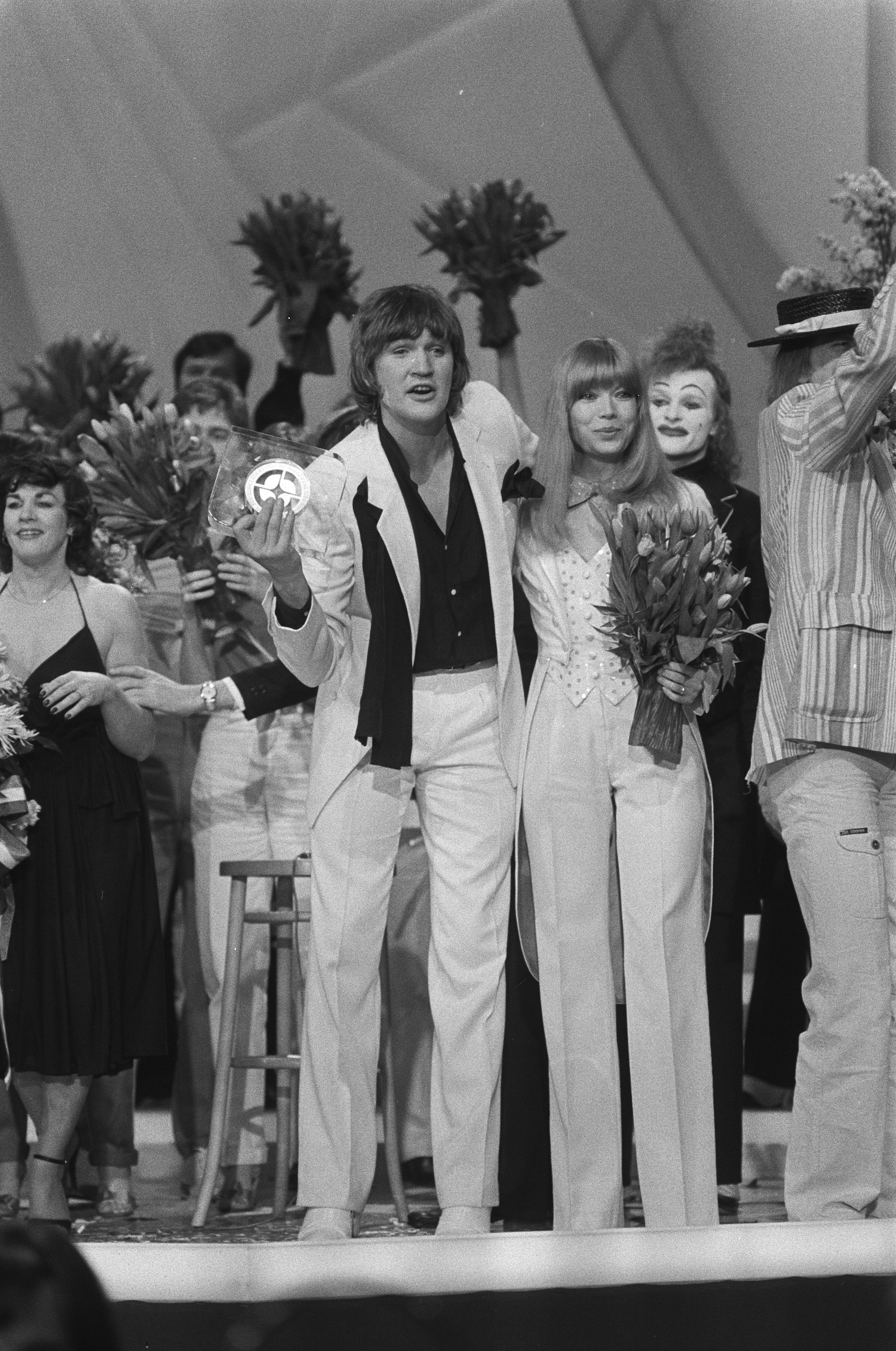
Johnny Logan, az 1980-as dalfesztivál győztese

Írország 1965-ben vett részt először. A kilencvenes években egyedülálló módon sorozatban háromszor sikerült győzniük. Emellett az 1980-ban és 1987-ben győztes Johnny Logan volt az első előadó, aki kétszer tudta megnyerni a dalversenyt, sőt 1992-ben a győztes dal szerzőjeként harmadszor is nyert.
1983-ban pénzügyi okok miatt a visszalépés mellett döntöttek, illetve az 1993 és 2003 között érvényben lévő kieséses rendszer értelmében 2002-ben nem vehettek részt az előző év rossz eredménye miatt.
Az Egyesült Királysághoz hasonlóan a nyelvhasználatot korlátozó szabály 1999-es eltörlése, és a telefonos szavazás 1998-as bevezetése óta nem tudták megismételni a jó eredményeket, sőt 2007-ben először végeztek az utolsó helyen. 1999 óta háromszor tudtak az első tízben végezni, előtte mindössze ötször fordult elő, hogy ez nem sikerült.
A 2004-ben bevezetett elődöntőben nem kellett versenyezniük, mivel az előző évben a legjobb tíz között végezett országok automatikusan kvalifikálták magukat a következő évi verseny döntőjébe. Írország eredetileg Németországgal holtversenyben tizenegyedik helyen zárt, de mivel Spanyolország a "Négy Nagy", ezért az ő helyezésüket nem számították bele. A döntőben nem sikerült nekik a jó helyezést megtartani, huszonkettedikek lettek, így a következő évben elődöntőzniük kellett. Az elődöntőben Hollandiával holtversenyben tizennegyedikek lettek, így nem jutottak tovább a döntőbe. 2006-ban az elődöntőből éppen, hogy továbbjutottak kilencedikként, míg a döntőben a legjobb tíz között végeztek, így 2007-ben sem kellett elődöntőzniük. Ekkor szerezték meg legrosszabb helyezésüket, utolsók lettek. Csupán öt pontot sikerült szerezniük, azt is Albániától kapták. 2008-ban és 2009-ben ismét nem kvalifikálták magukat a döntőbe, utóbbinál tizenegyedik helyen végeztek, viszont az előző évben bevezetett szabálymódosítás értelmében csak az első kilenc helyezett jutott tovább. A tizedik továbbjutóról a háttérzsűri döntött, akik a tizenharmadik helyen végzett Horvátországot juttatták tovább. 
2010-ben-ben újra bejutottak a döntőbe, de a huszonhat fős mezőnyben csak huszonharmadikak lettek. 2011-ben a Jedwarddal újra a legjobb tíz között végeztek. A bakui versenyre szintén őket küldték, ahol bejutottak a döntőbe, de ezúttal rosszabb helyezést értek el, a tizenkilencedikek lettek. 2013-ban megismételték hat évvel azelőtti rossz eredményüket. Ezúttal is utolsók lettek, ugyanannyi ponttal. 2014 és 2017 között nem szerepeltek a döntőben, az elődöntőben kétszer tizenkettedikként, egyszer tizenötödikként, majd tizenharmadikként zártak. Négy év után Ryan O’Shaughnessynek sikerült újra döntőbe juttatnia Írországot, aki a tizenhatodik helyen végzett. A 2019-es versenyen ismét nem sikerült továbbjutniuk, sőt az elődöntős rendszer bevezetése óta először az elődöntőjük utolsó helyén zártak.
2020-ban Lesley Roy képviselte volna az országot, azonban március 18-án az Európai Műsorsugárzók Uniója bejelentette, hogy 2020-ban nem tudják megrendezni a versenyt a COVID–19-koronavírus-világjárvány miatt. Az ír műsorsugárzó jóvoltából végül újabb lehetőséget kapott az énekesnő az ország képviseletére a következő évben. Az énekesnőnek végül nem sikerült továbbjutnia a döntőbe, összesítésben másodjára végeztek sorozatban az utolsó helyen, majd 2022-ben és 2023-ban sem jutottak tovább. 2024-ben hat év után először bejutottak a döntőbe, ahol elérték legjobb helyezésüket az elődöntők bevezetése óta. Bambie Thug a hatodik helyen zárta a versenyt. 2025-ben újra nem jutottak tovább a döntőbe.

### Nyelvhasználat
Írország eddigi ötvennyolc dalából ötvenhét angol nyelvű volt, és egyszer, 1972-ben neveztek ír nyelvű dallal.
A dalverseny első éveiben nem vonatkozott semmilyen szabályozás a nyelvhasználatra. 1966-tól az EBU bevezette azt a szabályt, hogy mindegyik dalt az adott ország egyik hivatalos nyelvén kell előadni, vagyis Írország indulóinak angol, vagy ír nyelven. Ezt a szabályt 1973 és 1976 között rövid időre, majd 1999-ben véglegesen eltörölték.

### Nemzeti döntő
Írország debütálása óta 2016-ig minden alkalommal nemzeti döntő segítségével választották ki indulójukat. Elnevezése az évek során változott, korábban "National Song Contest" nevet viselte, de választották már ki dalukat a Eurosong, a You're a Star és a The Late Late Show keretében belül is. 2016 és 2021 között belső kiválasztással választották ki dalukat a célra. 2022-től ismét a The Late Late Show keretein belül választják ki képviselőjüket.
Az ír nemzeti döntőt több – általában nyolc – előadó részvételével rendezték, és regionális zsűrik szavazatai alapján alakult ki a végeredmény. Ettől a lebonyolítási módtól csak ritkán tértek el. 1974-ben és 1975-ben egy előadó énekelte mindegyik dalt, de utána visszatértek az eredeti formátumhoz.
1999-től a nézők telefonos szavazás segítségével választották ki az ír indulót. 2003-ban tértek el először a hagyományos lebonyolítási rendszertől, ekkor egy tehetségkutató verseny győztese utazhatott a versenyre. A következő két évben hasonló módon választották ki indulójukat.
2006-ban és 2007-ben egy előadó énekelte mindegyik dalt, majd 2008-tól 2014-ig ismét több előadó részvételével rendezték a nemzeti válogatót.

## Résztvevők
| Év   | Előadó                                 | Dal                                 | Magyar fordítás                    | Döntő                   | Pontszám                | Elődöntő             | Pontszám             |
| ---- | -------------------------------------- | ----------------------------------- | ---------------------------------- | ----------------------- | ----------------------- | -------------------- | -------------------- |
| 1965 | Butch Moore                            | I'm Walking the Streets in the Rain | Esőben sétálok az utakon           | 6.                      | 11                      | Nem volt elődöntő    | Nem volt elődöntő    |
| 1966 | Dickie Rock                            | Come Back to Stay                   | Gyere vissza, hogy maradj          | 4.                      | 14                      | Nem volt elődöntő    | Nem volt elődöntő    |
| 1967 | Sean Dunphy                            | If I Could Choose                   | Ha választhatnék                   | 2.                      | 22                      | Nem volt elődöntő    | Nem volt elődöntő    |
| 1968 | Pat McGeegan                           | Chance of a Lifetime                | Egy életnyi esély                  | 4.                      | 18                      | Nem volt elődöntő    | Nem volt elődöntő    |
| 1969 | Muriel Day                             | The Wages of Love                   | A szerelem ára                     | 7.                      | 10                      | Nem volt elődöntő    | Nem volt elődöntő    |
| 1970 | Dana                                   | All Kinds of Everything             | Mindenféle dolog                   | 1.                      | 32                      | Nem volt elődöntő    | Nem volt elődöntő    |
| 1971 | Angela Farrell                         | One Day Love                        | Egynapos szerelem                  | 11.                     | 79                      | Nem volt elődöntő    | Nem volt elődöntő    |
| 1972 | Sandie Jones                           | Ceol an ghrá                        | A szerelem zenéje                  | 15.                     | 72                      | Nem volt elődöntő    | Nem volt elődöntő    |
| 1973 | Maxi                                   | Do I Dream                          | Álmodom?                           | 10.                     | 80                      | Nem volt elődöntő    | Nem volt elődöntő    |
| 1974 | Tina Reynolds                          | Cross Your Heart                    | Esküdj meg                         | 7.                      | 11                      | Nem volt elődöntő    | Nem volt elődöntő    |
| 1975 | The Swarbriggs                         | That's What Friends Are For         | Erre valók a barátok               | 9.                      | 68                      | Nem volt elődöntő    | Nem volt elődöntő    |
| 1976 | Red Hurley                             | When                                | Mikor                              | 10.                     | 54                      | Nem volt elődöntő    | Nem volt elődöntő    |
| 1977 | The Swarbriggs Plus Two                | It's Nice to Be in Love Again       | Jó érzés újra szerelmesnek lenni   | 3.                      | 119                     | Nem volt elődöntő    | Nem volt elődöntő    |
| 1978 | Colm C. T. Wilkinson                   | Born To Sing                        | Éneklésre születve                 | 5.                      | 86                      | Nem volt elődöntő    | Nem volt elődöntő    |
| 1979 | Cathal Dunne                           | Happy Man                           | Boldog ember                       | 5.                      | 80                      | Nem volt elődöntő    | Nem volt elődöntő    |
| 1980 | Johnny Logan                           | What’s Another Year?                | Mit ér egy újabb év?               | 1.                      | 143                     | Nem volt elődöntő    | Nem volt elődöntő    |
| 1981 | Sheeba                                 | Horoscopes                          | Horoszkópok                        | 5.                      | 105                     | Nem volt elődöntő    | Nem volt elődöntő    |
| 1982 | The Duskeys                            | Here Today, Gone Tomorrow           | Ma itt, holnap máshol              | 11.                     | 49                      | Nem volt elődöntő    | Nem volt elődöntő    |
|      |                                        |                                     |                                    |                         |                         | Nem volt elődöntő    | Nem volt elődöntő    |
| 1984 | Linda Martin                           | Terminal 3                          | Hármas terminál                    | 2.                      | 137                     | Nem volt elődöntő    | Nem volt elődöntő    |
| 1985 | Maria Christian                        | Wait Until The Weekend Comes        | Várj, amíg eljön a hétvége         | 6.                      | 91                      | Nem volt elődöntő    | Nem volt elődöntő    |
| 1986 | Luv Bug                                | You Can Count On Me                 | Számíthatsz rám                    | 4.                      | 96                      | Nem volt elődöntő    | Nem volt elődöntő    |
| 1987 | Johnny Logan                           | Hold Me Now                         | Ölelj most át                      | 1.                      | 172                     | Nem volt elődöntő    | Nem volt elődöntő    |
| 1988 | Jump The Gun                           | Take Him Home                       | Vidd őt haza                       | 8.                      | 79                      | Nem volt elődöntő    | Nem volt elődöntő    |
| 1989 | Kiev Connolly & The Missing Passengers | The Real Me                         | A valós énem                       | 18.                     | 21                      | Nem volt elődöntő    | Nem volt elődöntő    |
| 1990 | Liam Reilly                            | Somewhere In Europe                 | Valahol Európában                  | 2.                      | 132                     | Nem volt elődöntő    | Nem volt elődöntő    |
| 1991 | Kim Jackson                            | Could It Be That I'm In Love        | Lehet, hogy szerelmes vagyok?      | 10.                     | 47                      | Nem volt elődöntő    | Nem volt elődöntő    |
| 1992 | Linda Martin                           | Why Me?                             | Miért én?                          | 1.                      | 155                     | Nem volt elődöntő    | Nem volt elődöntő    |
| 1993 | Niamh Kavanagh                         | In Your Eyes                        | Szemeidben                         | 1.                      | 187                     | Nem volt elődöntő    | Nem volt elődöntő    |
| 1994 | Paul Harrington és Charlie McGettigan  | Rock ’n’ Roll Kids                  | Rock 'n' Roll kölykök              | 1.                      | 226                     | Nem volt elődöntő    | Nem volt elődöntő    |
| 1995 | Eddie Friel                            | Dreamin'                            | Álmodozás                          | 14.                     | 44                      | Nem volt elődöntő    | Nem volt elődöntő    |
| 1996 | Eimear Quinn                           | The Voice                           | A hang                             | 1.                      | 162                     | Nem volt elődöntő    | Nem volt elődöntő    |
| 1997 | Marc Roberts                           | Mysterious Woman                    | Rejtélyes nő                       | 2.                      | 157                     | Nem volt elődöntő    | Nem volt elődöntő    |
| 1998 | Dawn Martin                            | Is Always Over Now?                 | Most ér véget az öröklét?          | 9.                      | 64                      | Nem volt elődöntő    | Nem volt elődöntő    |
| 1999 | The Mullans                            | When You Need Me                    | Amikor szükséged van rám           | 17.                     | 18                      | Nem volt elődöntő    | Nem volt elődöntő    |
| 2000 | Eamonn Toal                            | Millennium of Love                  | A szerelem ezredéve                | 6.                      | 92                      | Nem volt elődöntő    | Nem volt elődöntő    |
| 2001 | Gary O'Shaughnessy                     | Without Your Love                   | Szerelmed nélkül                   | 21.                     | 6                       | Nem volt elődöntő    | Nem volt elődöntő    |
|      |                                        |                                     |                                    |                         |                         | Nem volt elődöntő    | Nem volt elődöntő    |
| 2003 | Mickey Joe Harte                       | We've Got The World                 | Miénk a világ                      | 11.                     | 53                      | Nem volt elődöntő    | Nem volt elődöntő    |
| 2004 | Chris Doran                            | If My World Stopped Turning         | Ha a világom nem forogna tovább    | 22.                     | 7                       | Automatikusan döntős | Automatikusan döntős |
| 2005 | Donna és Joseph McCaul                 | Love?                               | Szerelem?                          | Nem jutott be a döntőbe | Nem jutott be a döntőbe | 14.                  | 53                   |
| 2006 | Brian Kennedy                          | Every Song Is a Cry for Love        | Minden dal könyörgés a szerelemért | 10.                     | 93                      | 9.                   | 76                   |
| 2007 | Dervish                                | They Can't Stop The Spring          | Nem tudják megállítani a tavaszt   | 24.                     | 5                       | Automatikusan döntős | Automatikusan döntős |
| 2008 | Dustin the Turkey                      | Irelande douze pointe               | Írország, tizenkét pont            | Nem jutott be a döntőbe | Nem jutott be a döntőbe | 15.                  | 22                   |
| 2009 | Sinéad Mulvey és Black Daisy           | Et Cetera                           | S a többi                          | Nem jutott be a döntőbe | Nem jutott be a döntőbe | 11.                  | 52                   |
| 2010 | Niamh Kavanagh                         | It’s For You                        | Ez neked szól                      | 23.                     | 25                      | 9.                   | 67                   |
| 2011 | Jedward                                | Lipstick                            | Rúzs                               | 8.                      | 119                     | 8.                   | 68                   |
| 2012 | Jedward                                | Waterline                           | Vízpart                            | 19.                     | 46                      | 6.                   | 92                   |
| 2013 | Ryan Dolan                             | Only Love Survives                  | Csak a szerelem éli túl            | 26.                     | 5                       | 8.                   | 54                   |
| 2014 | Can-linn feat. Kasey Smith             | Heartbeat                           | Szívverés                          | Nem jutott be a döntőbe | Nem jutott be a döntőbe | 12.                  | 35                   |
| 2015 | Molly Sterling                         | Playing with Numbers                | Játék a számokkal                  | Nem jutott be a döntőbe | Nem jutott be a döntőbe | 12.                  | 35                   |
| 2016 | Nicky Byrne                            | Sunlight                            | Napfény                            | Nem jutott be a döntőbe | Nem jutott be a döntőbe | 15.                  | 46                   |
| 2017 | Brendan Murray                         | Dying to Try                        | Meghalok, hogy megpróbáljam        | Nem jutott be a döntőbe | Nem jutott be a döntőbe | 13.                  | 86                   |
| 2018 | Ryan O’Shaughnessy                     | Together                            | Együtt                             | 16.                     | 136                     | 6.                   | 179                  |
| 2019 | Sarah McTernan                         | 22                                  | —                                  | Nem jutott be a döntőbe | Nem jutott be a döntőbe | 18.                  | 16                   |
| 2020 | Lesley Roy                             | Story of My Life                    | Életem története                   | Elmaradt a verseny      | Elmaradt a verseny      | Elmaradt a verseny   | Elmaradt a verseny   |
| 2021 | Lesley Roy                             | Maps                                | Térképek                           | Nem jutott be a döntőbe | Nem jutott be a döntőbe | 16.                  | 20                   |
| 2022 | Brooke                                 | That’s Rich                         | Ez remek!                          | Nem jutott be a döntőbe | Nem jutott be a döntőbe | 15.                  | 47                   |
| 2023 | Wild Youth                             | We Are One                          | Egyek vagyunk                      | Nem jutott be a döntőbe | Nem jutott be a döntőbe | 12.                  | 10                   |
| 2024 | Bambie Thug                            | Doomsday Blue                       | Végítéletnapi szomorúság           | 6.                      | 278                     | 3.                   | 124                  |
| 2025 | Emmy                                   | Laika Party                         | Lajka parti / Mint egy parti       | Nem jutott be a döntőbe | Nem jutott be a döntőbe | 13.                  | 28                   |

## Szavazástörténet

### 1965–2024
| Hely | Ország        | Pont |
| ---- | ------------- | ---- |
| 1.   | Litvánia      | 142  |
| 2.   | Svédország    | 83   |
| 3.   | Lengyelország | 75   |
| 4.   | Norvégia      | 71   |
| 5.   | Dánia         | 68   |
| 6.   | Románia       | 64   |
| 7.   | Izrael        | 63   |
| 8.   | Észtország    | 62   |
| 9.   | Lettország    | 60   |
| 10.  | Finnország    | 58   |

| Hely | Ország             | Pont |
| ---- | ------------------ | ---- |
| 1.   | Egyesült Királyság | 94   |
| 2.   | Litvánia           | 63   |
| 3.   | Észtország         | 56   |
| 4.   | Dánia              | 51   |
| 5.   | Belgium            | 49   |
| 6.   | Ausztria           | 42   |
| 7.   | Svájc              | 36   |
| 8.   | Ausztrália         | 36   |
| 9.   | Lettország         | 35   |
| 10.  | Horvátország       | 32   |

Írország még sosem adott pontot az elődöntőben a következő országoknak: Monaco, Montenegró és San Marino
Írország még sosem kapott pontot az elődöntőben a Grúziától.
| Hely | Ország             | Pont |
| ---- | ------------------ | ---- |
| 1.   | Egyesült Királyság | 272  |
| 2.   | Svédország         | 237  |
| 3.   | Franciaország      | 186  |
| 4.   | Norvégia           | 180  |
| 5.   | Németország        | 174  |
| 6.   | Hollandia          | 151  |
| 7.   | Svájc              | 152  |
| 8.   | Belgium            | 140  |
| 9.   | Dánia              | 127  |
| 10.  | Olaszország        | 127  |

| Hely | Ország             | Pont |
| ---- | ------------------ | ---- |
| 1.   | Egyesült Királyság | 270  |
| 2.   | Svédország         | 231  |
| 3.   | Svájc              | 192  |
| 4.   | Ausztria           | 177  |
| 5.   | Norvégia           | 174  |
| 6.   | Belgium            | 170  |
| 7.   | Spanyolország      | 169  |
| 8.   | Németország        | 165  |
| 9.   | Hollandia          | 159  |
| 10.  | Dánia              | 146  |

Írország még sosem adott pontot a döntőben a következő országoknak: Fehéroroszország, Marokkó, Montenegró, San Marino és Szlovákia
Írország még sosem kapott pontot a döntőben a következő országoktól: Marokkó és Montenegró

## Rendezések
| Év   | Város                | Helyszín          | Műsorvezető(k)                 |
| ---- | -------------------- | ----------------- | ------------------------------ |
| 1971 | Írország, Dublin     | Gaiety Theatre    | Bernadette Ní Ghallchóir       |
| 1981 | Írország, Dublin     | RDS Simmonscourt  | Doireann Ní Bhriain            |
| 1988 | Írország, Dublin     | RDS Simmonscourt  | Pat Kenny, Michelle Rocca      |
| 1993 | Írország, Millstreet | Green Glens Arena | Fionnuala Sweeney              |
| 1994 | Írország, Dublin     | Point Depot       | Gerry Ryan, Cynthia Ní Mhurchú |
| 1995 | Írország, Dublin     | Point Depot       | Mary Kennedy                   |
| 1997 | Írország, Dublin     | Point Depot       | Ronan Keating, Carrie Crowley  |

## Háttér
| Év   | Rendező    | Kommentátor                           | Rádiós kommentátor               | Pontbejelentő         |
| ---- | ---------- | ------------------------------------- | -------------------------------- | --------------------- |
| 1965 | Nápoly     | Bunny Carr                            | Kevin Roche                      | Frank Hall            |
| 1966 | Luxembourg | Brendan O'Reilly                      | Kevin Roche                      | Frank Hall            |
| 1967 | Bécs       | Brendan O'Reilly                      | Kevin Roche                      | Gay Byrne             |
| 1968 | London     | Brendan O'Reilly                      | Kevin Roche                      | Gay Byrne             |
| 1969 | Madrid     | Gay Byrne                             | Kevin Roche                      | John Skehan           |
| 1970 | Amszterdam | Valerie McGovern                      | Kevin Roche                      | John Skehan           |
| 1971 | Dublin     | Noel Andrews                          | Kevin Roche                      | N/A                   |
| 1972 | Edinburgh  | Mike Murphy                           | Kevin Roche és Liam Devally      | N/A                   |
| 1973 | Luxembourg | Mike Murphy                           | Liam Devally                     | N/A                   |
| 1974 | Brighton   | Mike Murphy                           | Liam Devally                     | Brendan Balfe         |
| 1975 | Stockholm  | Mike Murphy                           | Liam Devally                     | Brendan Balfe         |
| 1976 | Hága       | Mike Murphy                           | Liam Devally                     | Brendan Balfe         |
| 1977 | London     | Mike Murphy                           | Liam Devally                     | Brendan Balfe         |
| 1978 | Párizs     | Larry Gogan                           | Liam Devally                     | John Skehan           |
| 1979 | Jeruzsálem | Mike Murphy                           | Liam Devally                     | David Heffernan       |
| 1980 | Hága       | Larry Gogan                           | Pat Kenny                        | David Heffernan       |
| 1981 | Dublin     | Larry Gogan                           | Pat Kenny                        | John Skehan           |
| 1982 | Harrogate  | Larry Gogan                           | Pat Kenny                        | John Skehan           |
| 1983 | München    | kommentár az BBC-n keresztül          | Brendan Balfe                    | Nem vettek részt      |
| 1984 | Luxembourg | Gay Byrner                            | Larry Gogan                      | John Skehan           |
| 1985 | Göteborg   | Linda Martin                          | Larry Gogan                      | John Skehan           |
| 1986 | Bergen     | Brendan Balfe                         | Larry Gogan                      | John Skehan           |
| 1987 | Brüsszel   | Marty Whelan                          | Larry Gogan                      | John Skehan           |
| 1988 | Dublin     | Mike Murphy                           | Larry Gogan                      | John Skehan           |
| 1989 | Lausanne   | Ronan Collins és Michelle Rocca       | Larry Gogan                      | Eileen Dunne          |
| 1990 | Zágráb     | Jimmy Greeley és Clíona Ní Bhuachalla | Larry Gogan                      | Eileen Dunne          |
| 1991 | Róma       | Pat Kenny                             | Larry Gogan                      | Eileen Dunne          |
| 1992 | Malmö      | Pat Kenny                             | Larry Gogan                      | Eileen Dunne          |
| 1993 | Millstreet | Pat Kenny                             | Larry Gogan                      | Eileen Dunne          |
| 1994 | Dublin     | Pat Kenny                             | Larry Gogan                      | Eileen Dunne          |
| 1995 | Dublin     | Pat Kenny                             | Larry Gogan                      | Eileen Dunne          |
| 1996 | Oslo       | Pat Kenny                             | Larry Gogan                      | Eileen Dunne          |
| 1997 | Dublin     | Pat Kenny                             | Larry Gogan                      | Eileen Dunne          |
| 1998 | Birmingham | Pat Kenny                             | Larry Gogan                      | Eileen Dunne          |
| 1999 | Jeruzsálem | Pat Kenny                             | Larry Gogan                      | Clare McNamara        |
| 2000 | Stockholm  | Marty Whelan                          | Larry Gogan                      | Derek Mooney          |
| 2001 | Koppenhága | Marty Whelan                          | Larry Gogan                      | Bláthnaid Ní Chofaigh |
| 2002 | Tallinn    | Marty Whelan                          | Nem volt                         | Nem vettek részt      |
| 2003 | Riga       | Marty Whelan és Phil Coulter          | Nem volt                         | Pamela Flood          |
| 2004 | Isztambul  | Marty Whelan                          | Nem volt                         | Johnny Logan          |
| 2005 | Kijev      | Marty Whelan                          | Nem volt                         | Dana Rosemary Scallon |
| 2006 | Athén      | Marty Whelan                          | Nem volt                         | Eimear Quinn          |
| 2007 | Helsinki   | Marty Whelan                          | Nem volt                         | Linda Martin          |
| 2008 | Belgrád    | Marty Whelan                          | Larry Gogan                      | Niamh Kavanagh        |
| 2009 | Moszkva    | Marty Whelan                          | Maxi                             | Derek Mooney          |
| 2010 | Oslo       | Marty Whelan                          | Shay Byrne és Zbyszek Zalinski   | Derek Mooney          |
| 2011 | Düsseldorf | Marty Whelan                          | Shay Byrne és Zbyszek Zalinski   | Derek Mooney          |
| 2012 | Baku       | Marty Whelan                          | Shay Byrne és Zbyszek Zalinski   | Gráinne Seoige        |
| 2013 | Malmö      | Marty Whelan                          | Shay Byrne és Zbyszek Zalinski   | Nicky Byrne           |
| 2014 | Koppenhága | Marty Whelan                          | Shay Byrne és Zbyszek Zalinski   | Nicky Byrne           |
| 2015 | Bécs       | Marty Whelan                          | Shay Byrne és Zbyszek Zalinski   | Nicky Byrne           |
| 2016 | Stockholm  | Marty Whelan                          | Neil Doherty és Zbyszek Zalinski | Sinéad Kennedy        |
| 2017 | Kijev      | Marty Whelan                          | Neil Doherty és Zbyszek Zalinski | Nicky Byrne           |
| 2018 | Lisszabon  | Marty Whelan                          | Neil Doherty és Zbyszek Zalinski | Nicky Byrne           |
| 2019 | Tel-Aviv   | Marty Whelan                          | Neil Doherty és Zbyszek Zalinski | Sinéad Kennedy        |
| 2021 | Rotterdam  | Marty Whelan                          | Neil Doherty és Zbyszek Zalinski | Ryan O’Shaughnessy    |
| 2022 | Torino     | Marty Whelan                          | Neil Doherty és Zbyszek Zalinski | Linda Martin          |
| 2023 | Liverpool  | Marty Whelan                          | Neil Doherty és Zbyszek Zalinski | Niamh Kavanagh        |
| 2024 | Malmö      | Marty Whelan                          | Neil Doherty és Zbyszek Zalinski | Paul Harrington       |
| 2025 | Bázel      | Marty Whelan                          |                                  | Nicky Byrne           |

## Díjak

### Marcel Bezençon-díj
| Kategória     | Év   | Előadó  | Dal      | Eredmény az Eurovízión | Eredmény az Eurovízión | Helyszín     |
| Kategória     | Év   | Előadó  | Dal      | Helyezés               | Pontszám               | Helyszín     |
| ------------- | ---- | ------- | -------- | ---------------------- | ---------------------- | ------------ |
| Művészeti díj | 2011 | Jedward | Lipstick | 8.                     | 119                    | , Düsseldorf |

### ESC Radio Awards
| Kategória        | Év   | Előadó  | Dal      | Eredmény az Eurovízión | Eredmény az Eurovízión | Helyszín     |
| Kategória        | Év   | Előadó  | Dal      | Helyezés               | Pontszám               | Helyszín     |
| ---------------- | ---- | ------- | -------- | ---------------------- | ---------------------- | ------------ |
| Legjobb együttes | 2011 | Jedward | Lipstick | 8.                     | 119                    | , Düsseldorf |

## Galéria

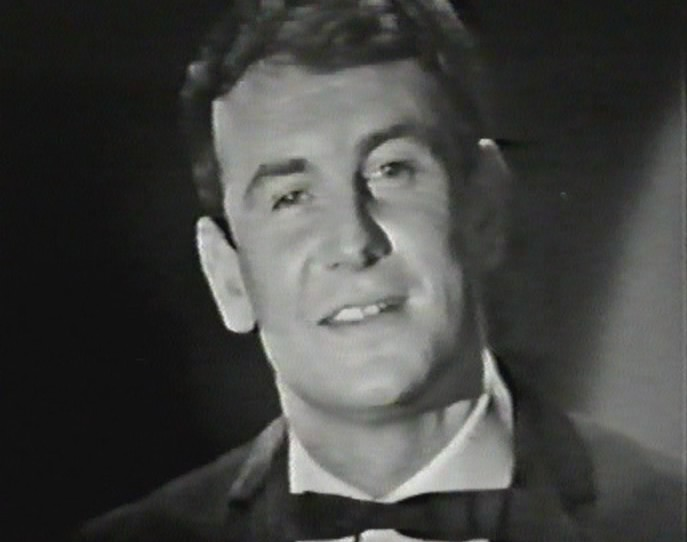
Butch Moore Nápolyban (1965)
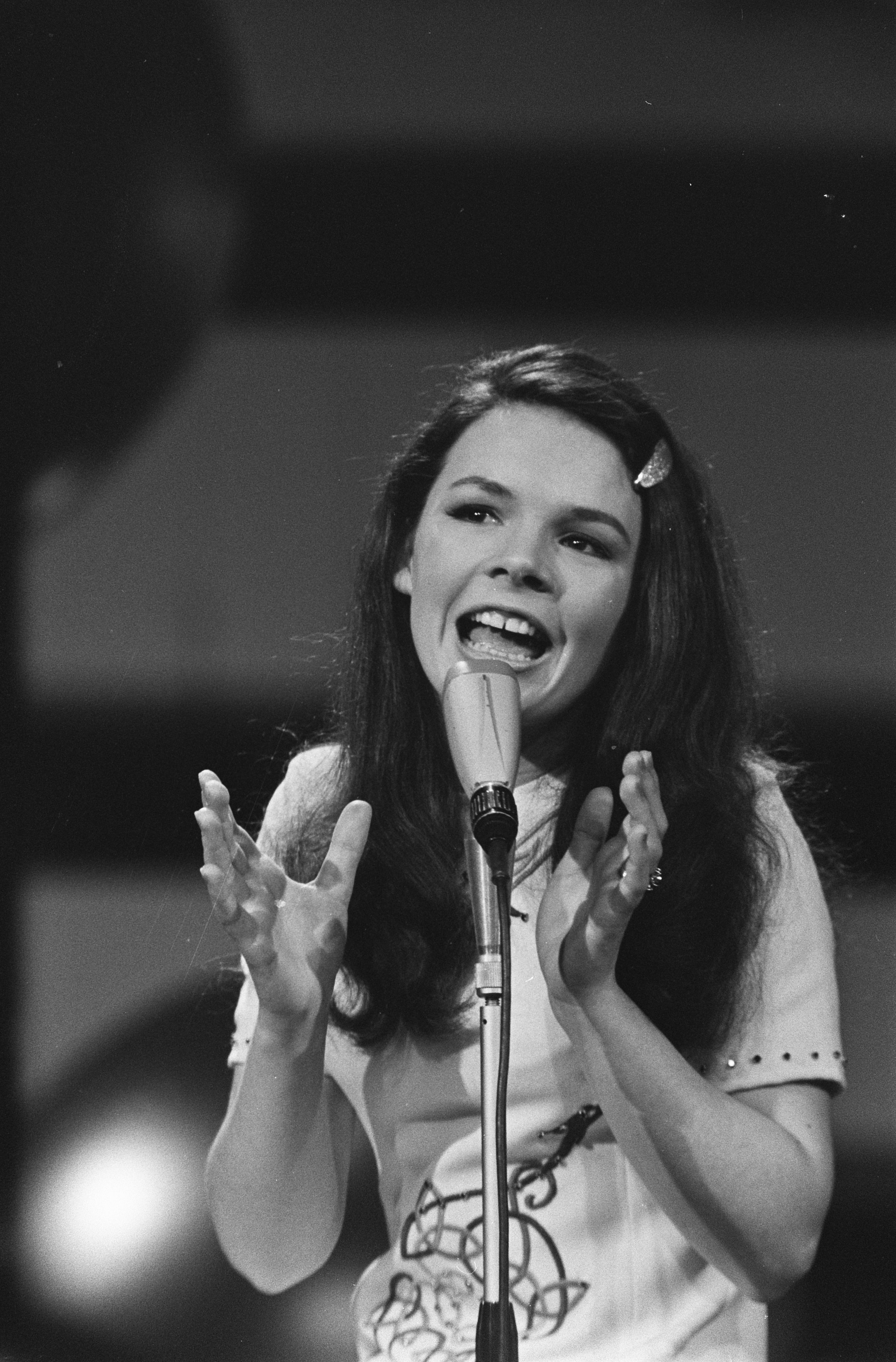
Dana Amszterdamban (1970)
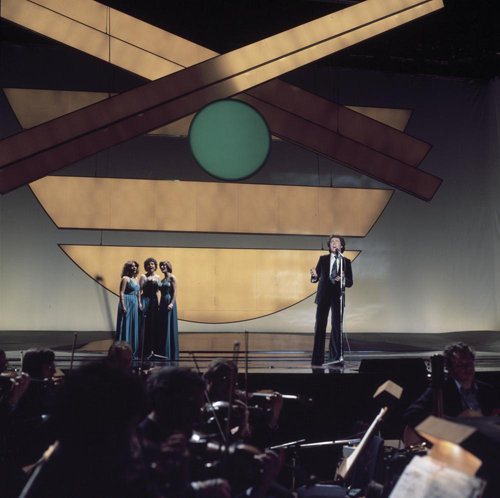
Red Hurley Hágában (1976)
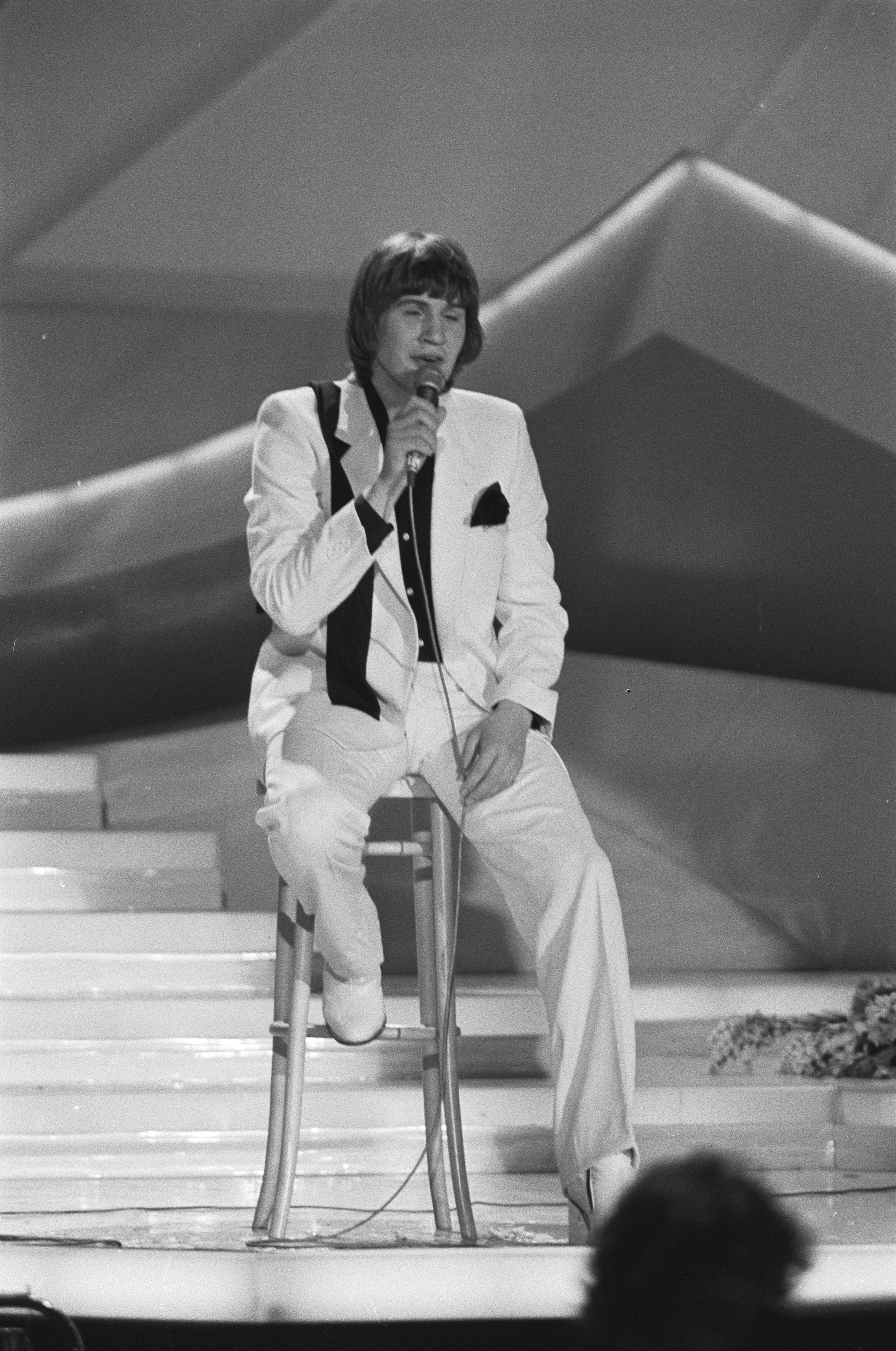
Johnny Logan Hágában (1980)
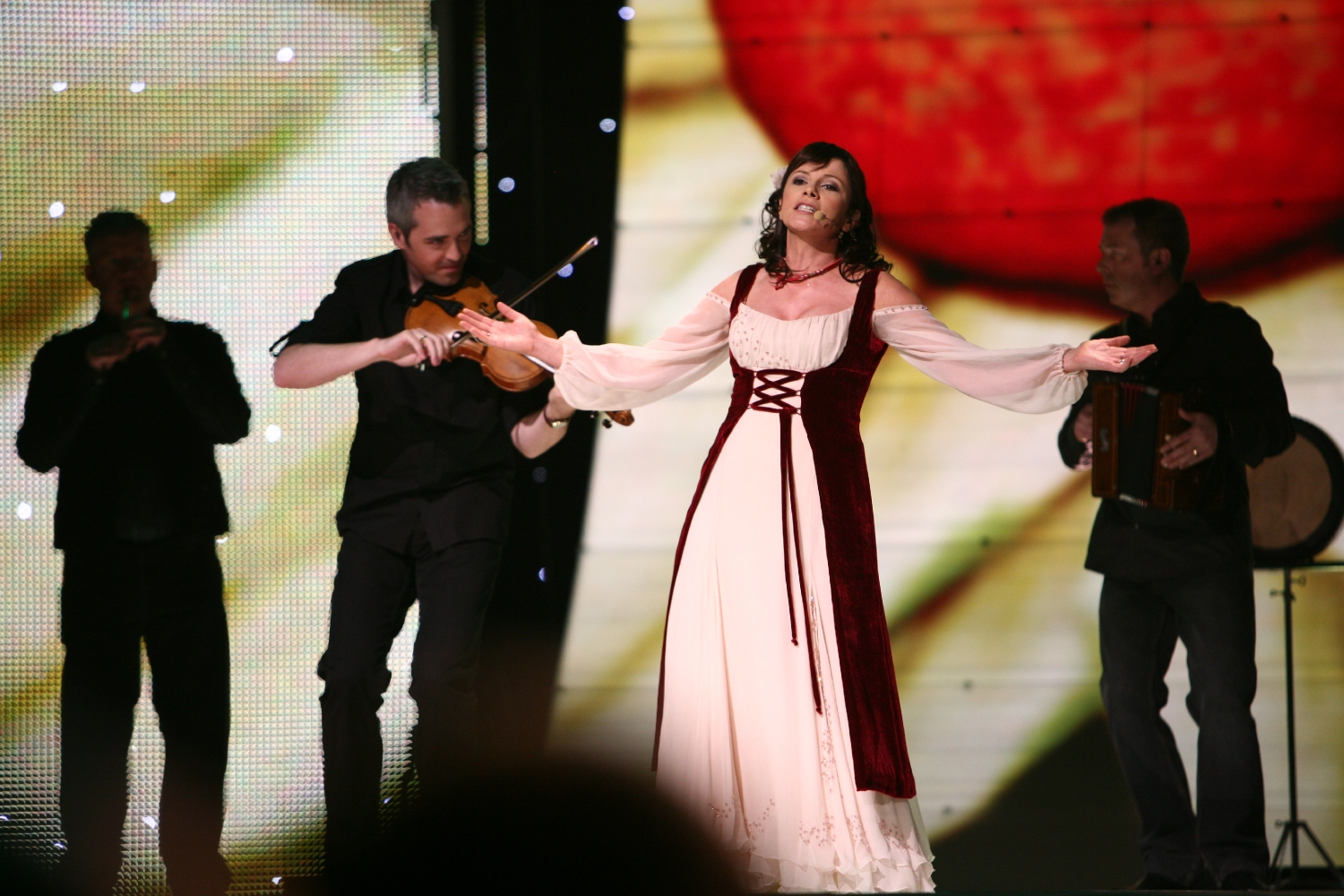
Dervish Helsinkiben (2007)
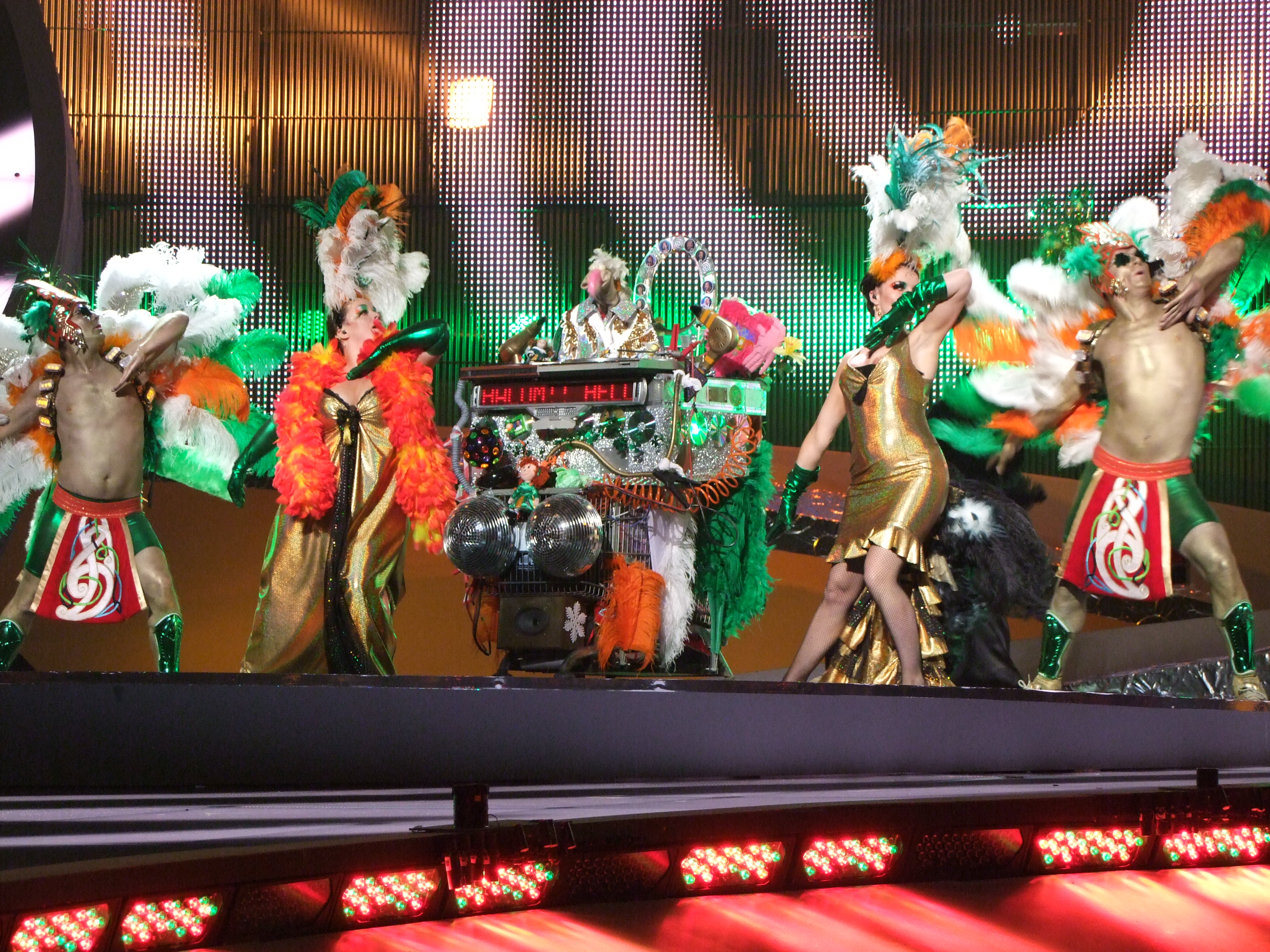
Dustin the Turkey Belgrádban (2008)
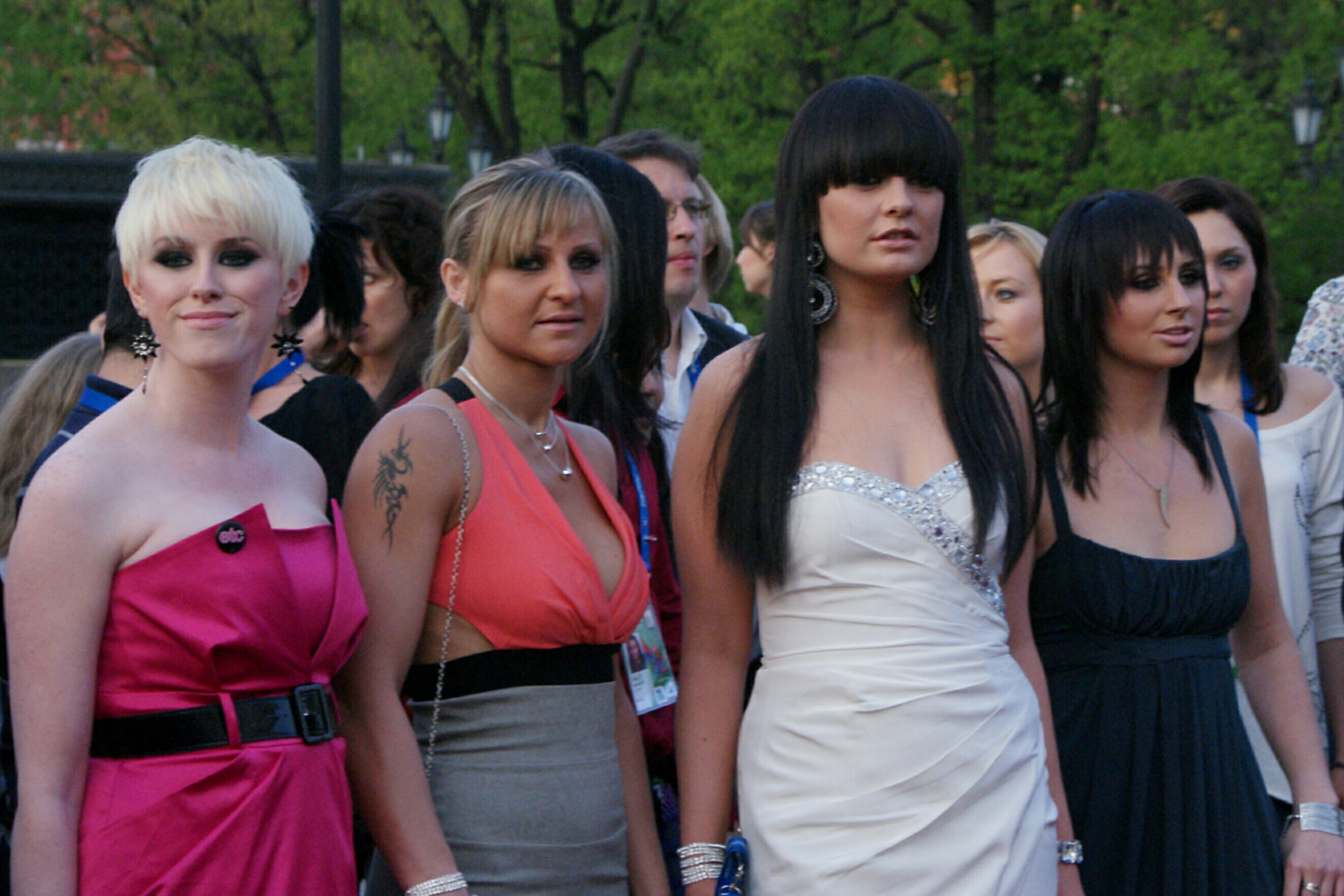
Sinéad Mulvey és Black Daisy Moszkvában (2009)
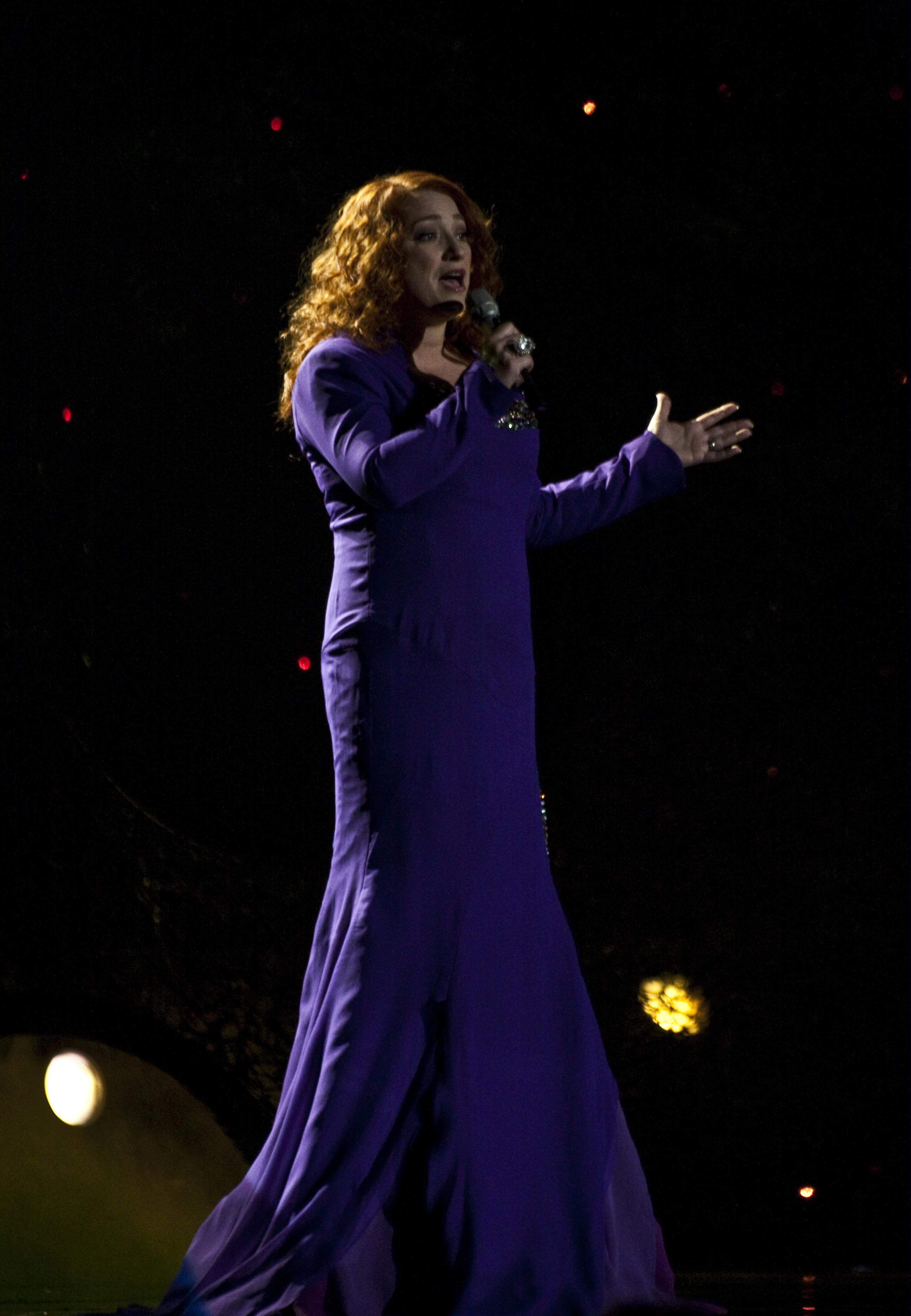
Niamh Kavanagh Oslóban (2010)
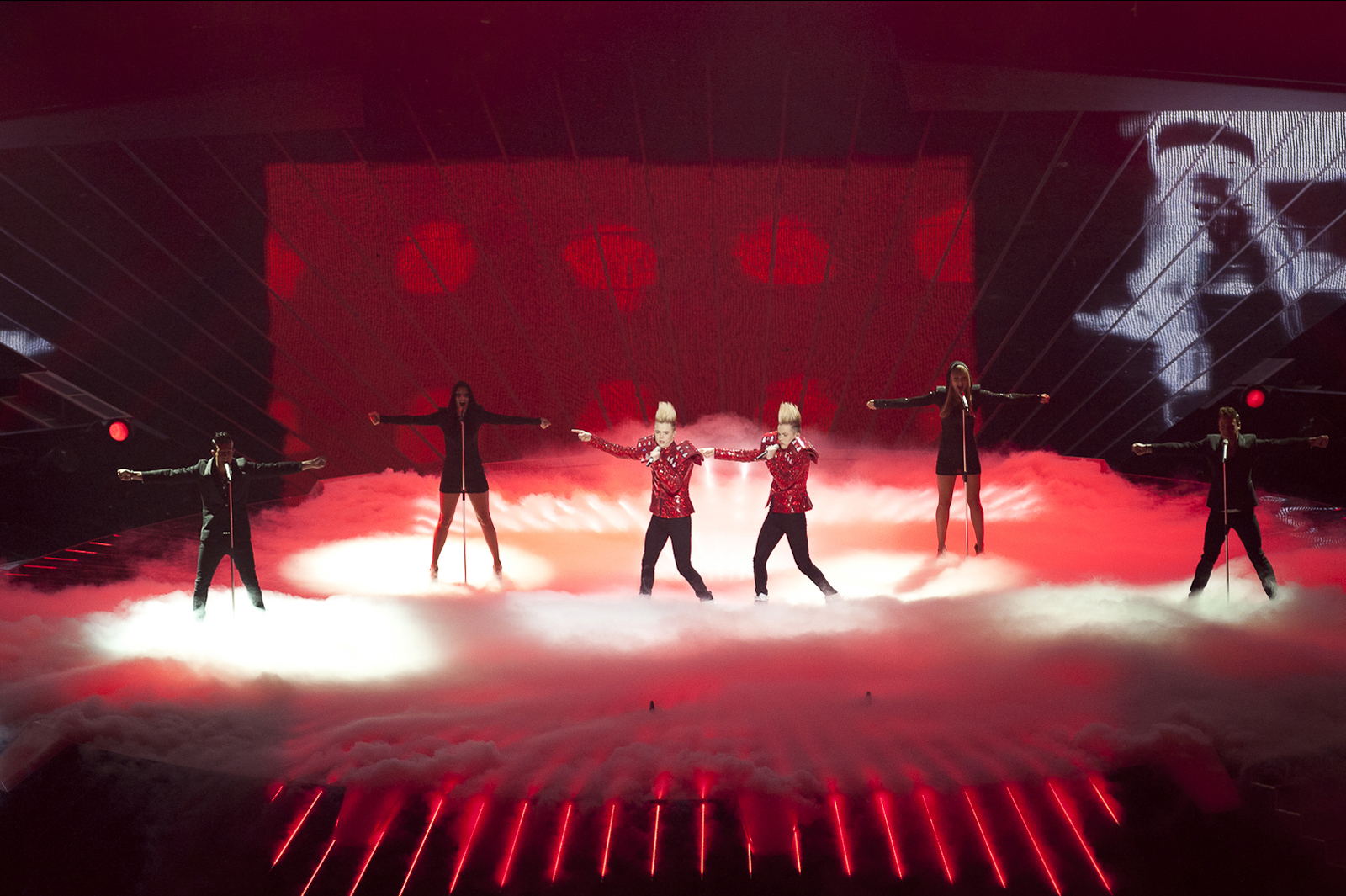
A Jedward Düsseldorfban (2011)
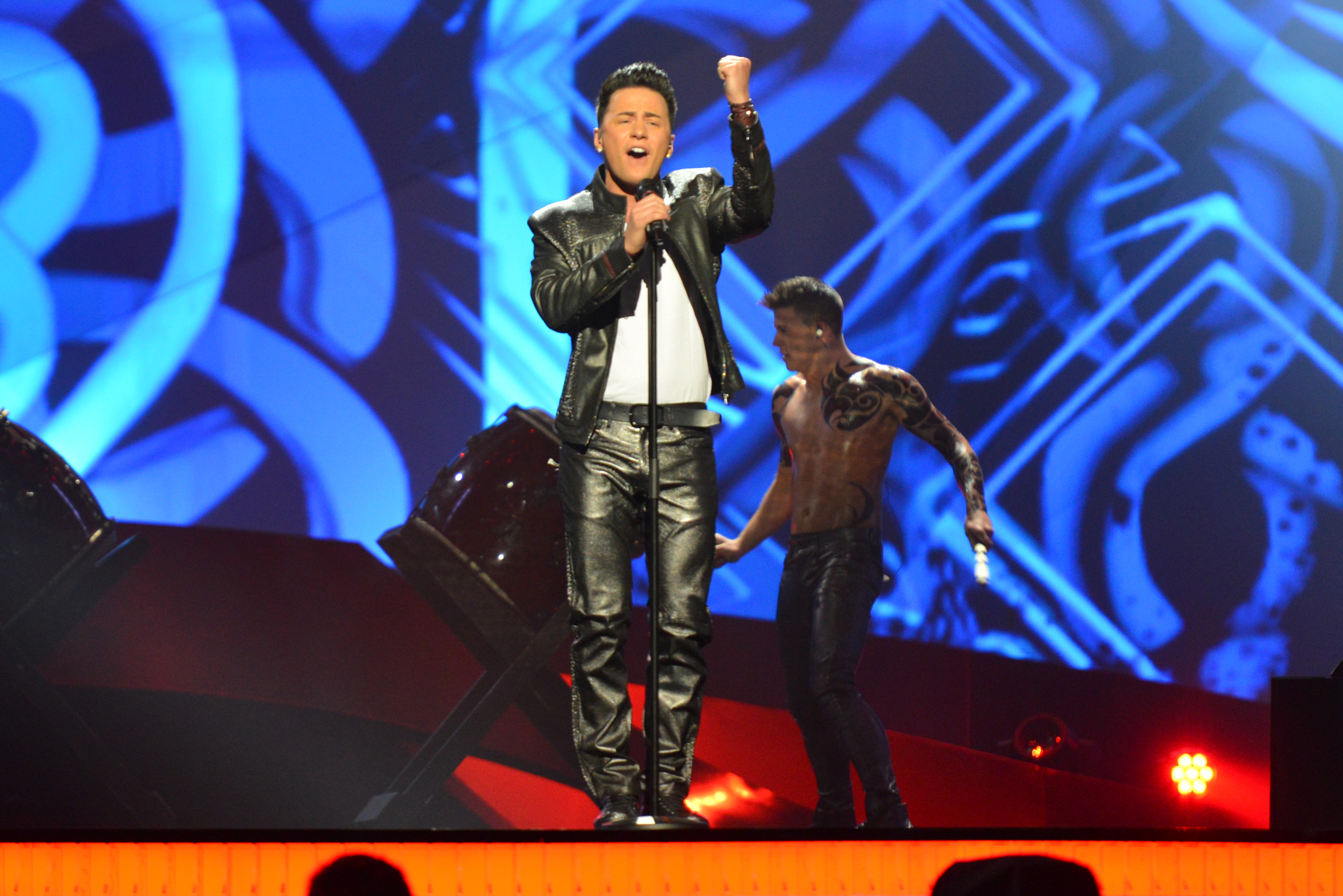
Ryan Dolan Malmőben (2013)
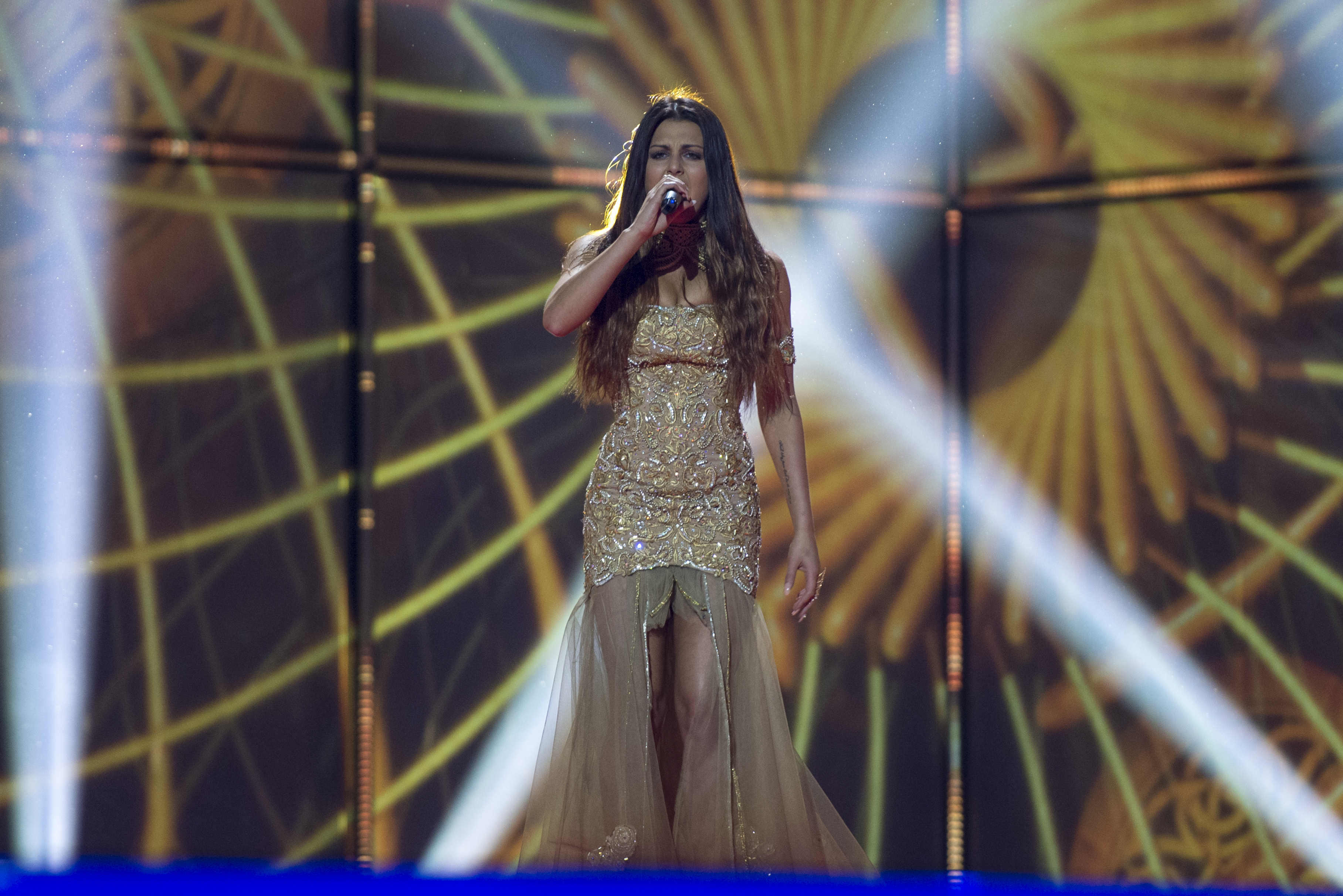
Kasey Smith Koppenhagában (2014)
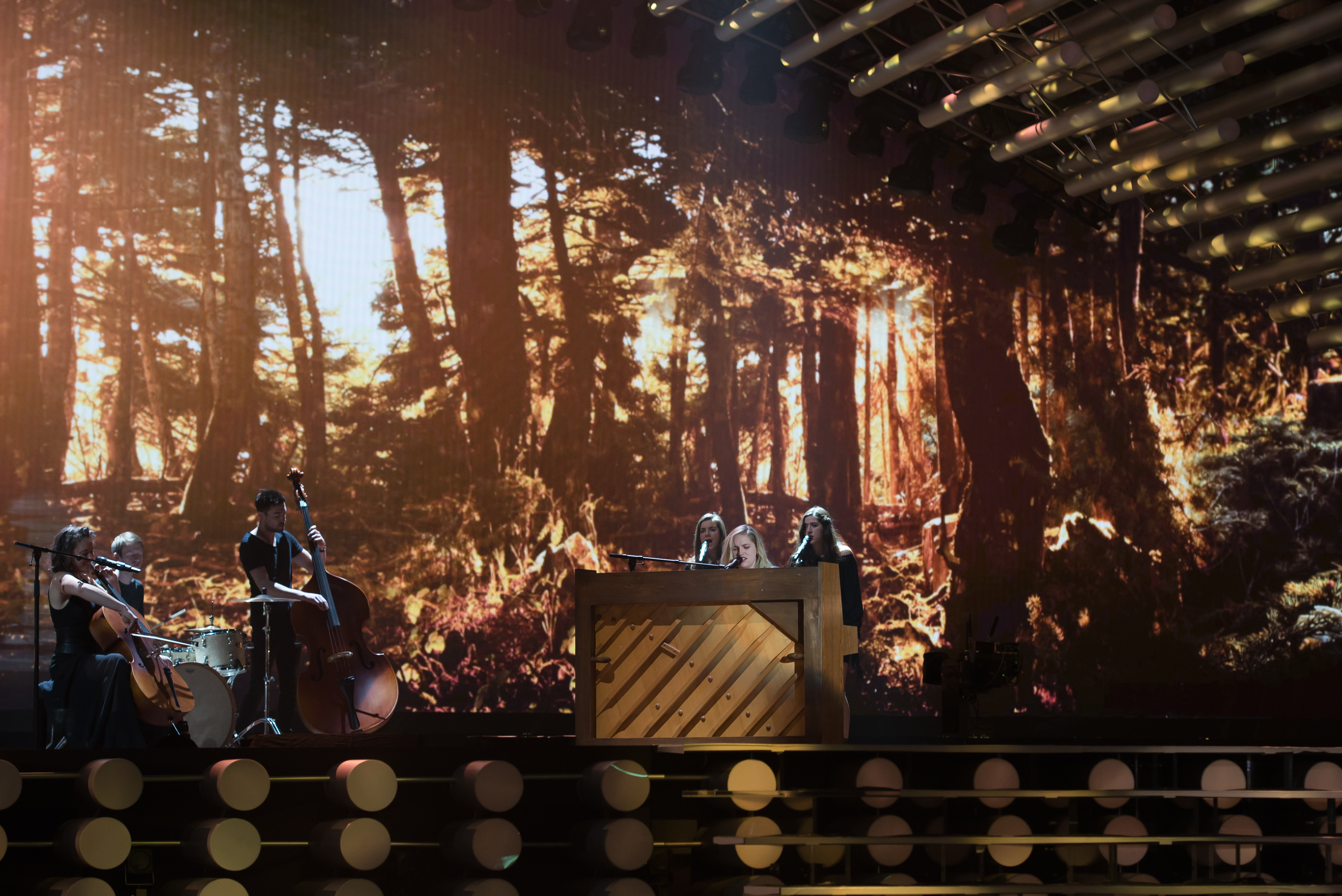
Molly Sterling Bécsben (2015)
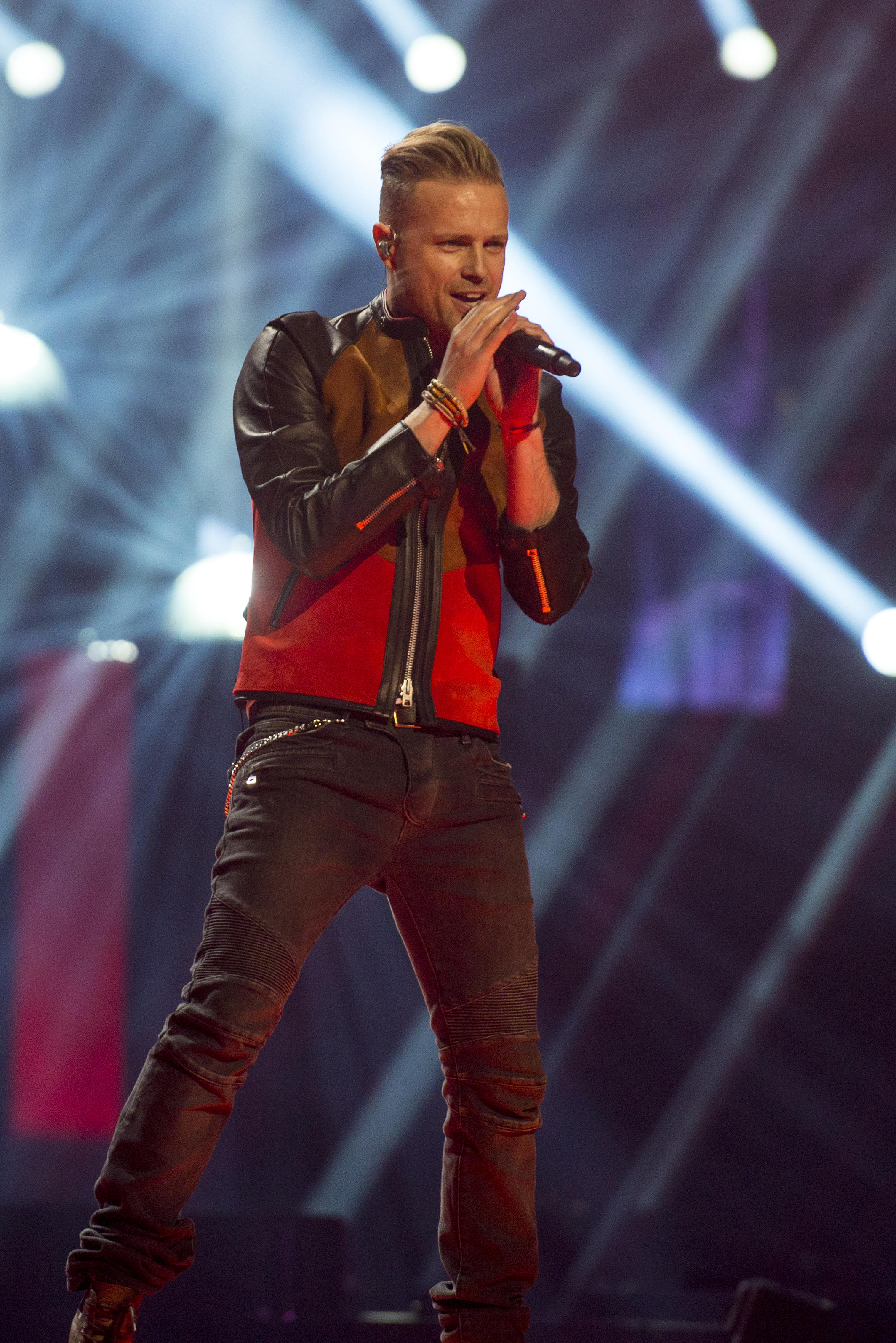
Nicky Byrne Stockholmban (2016)
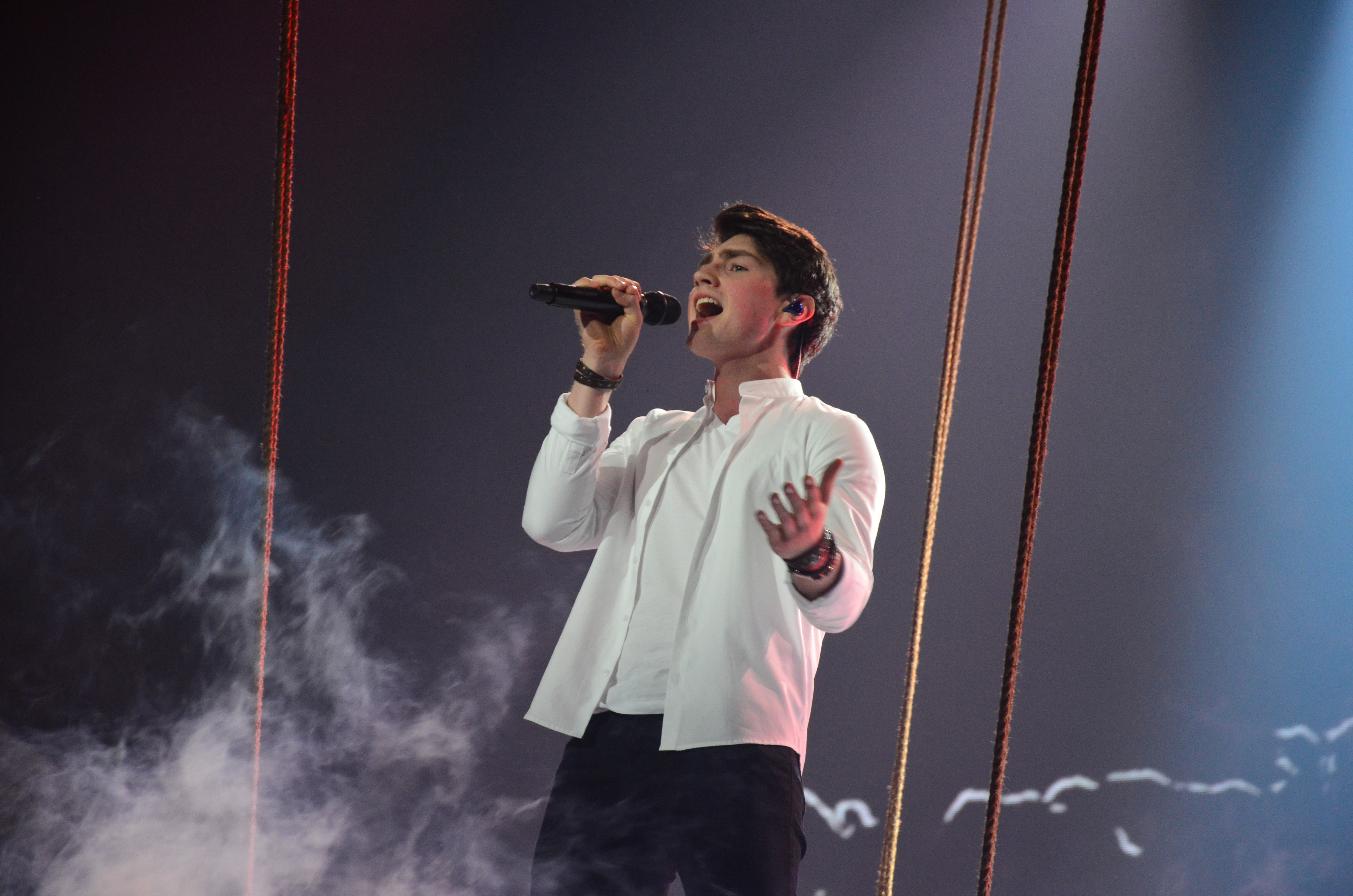
Brendan Murray Kijevben (2017)
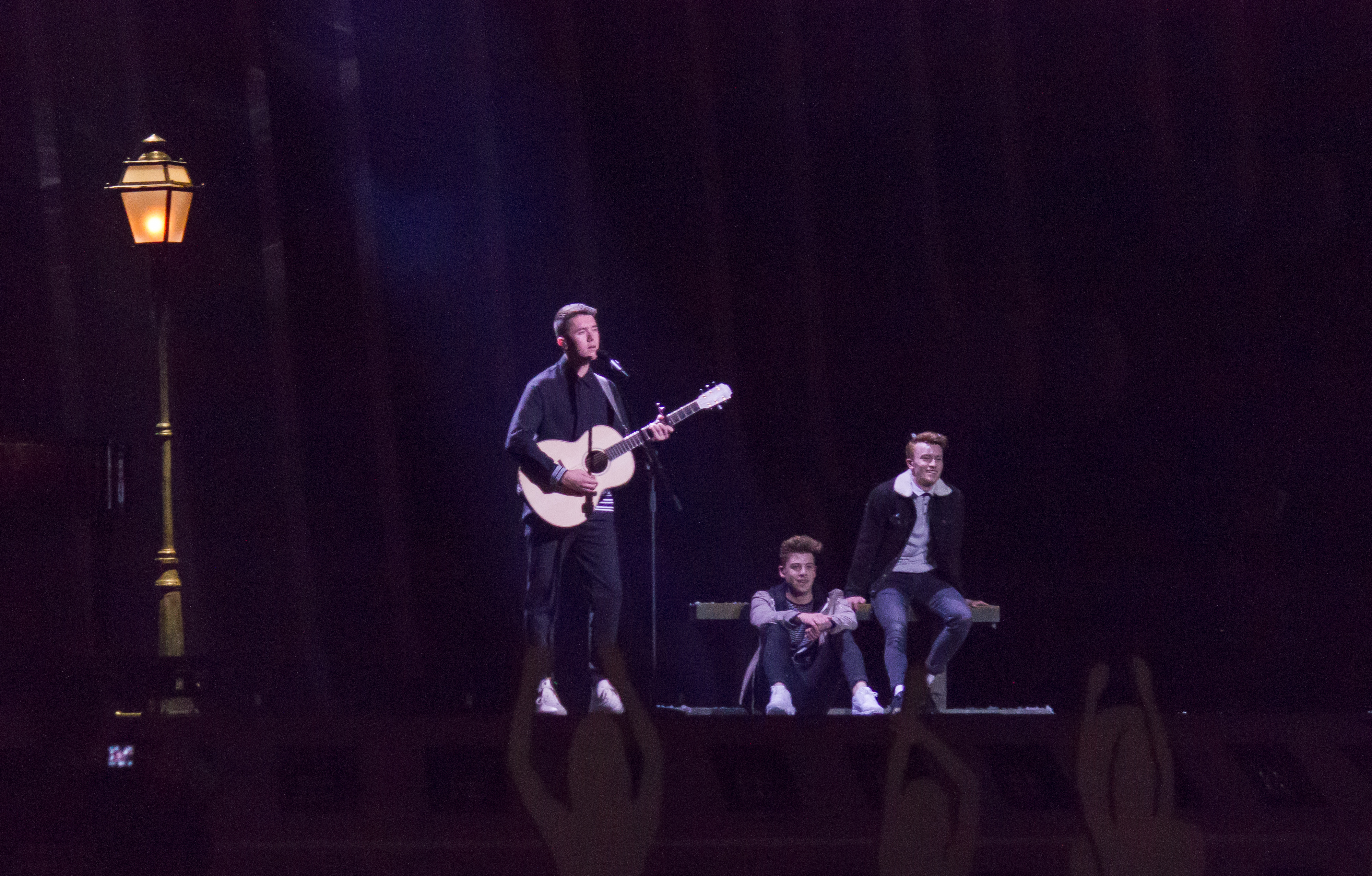
Ryan O'Shaughnessy Lisszabonban (2018)
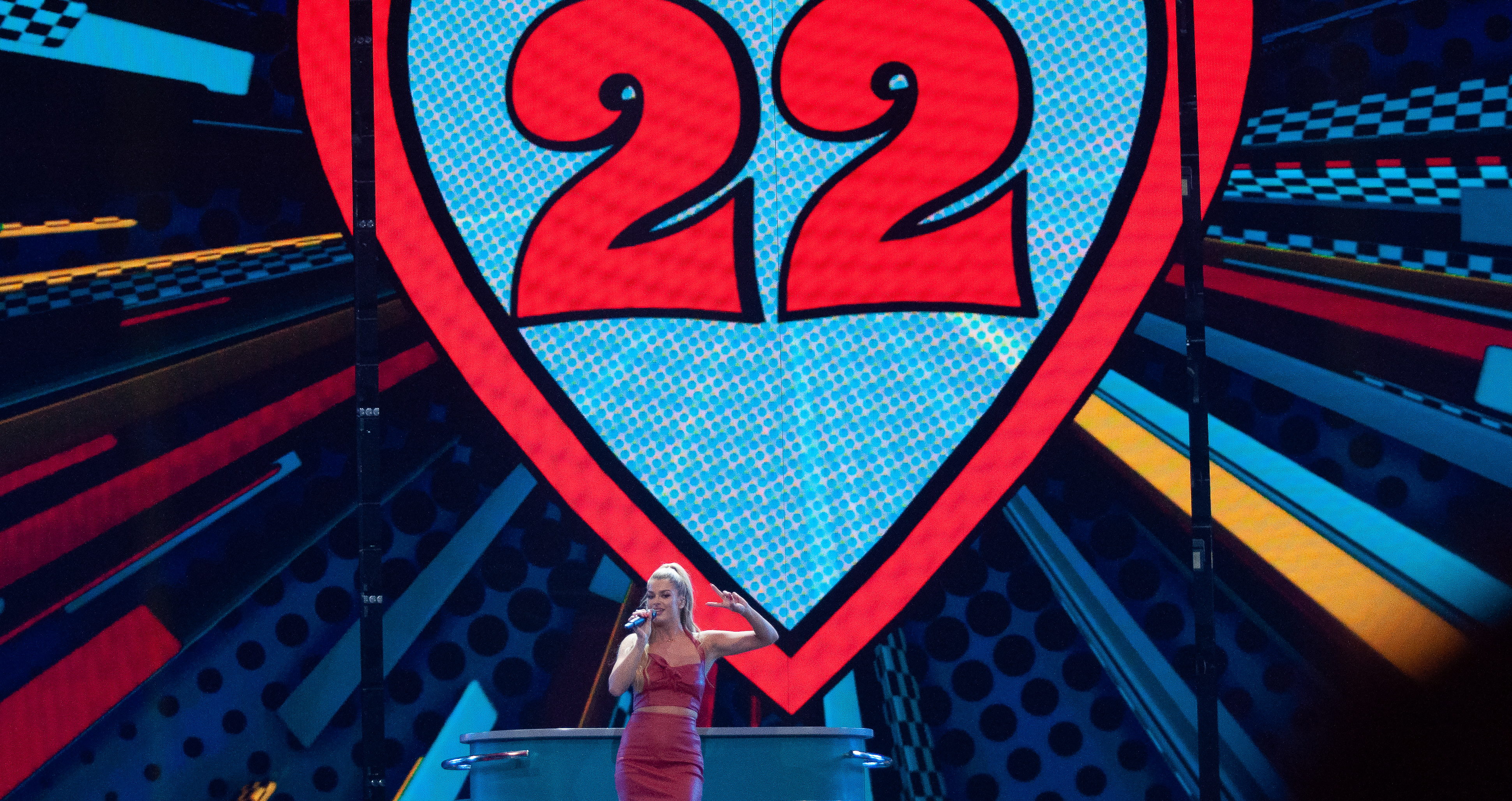
Sarah McTernan Tel-Avivban (2019)
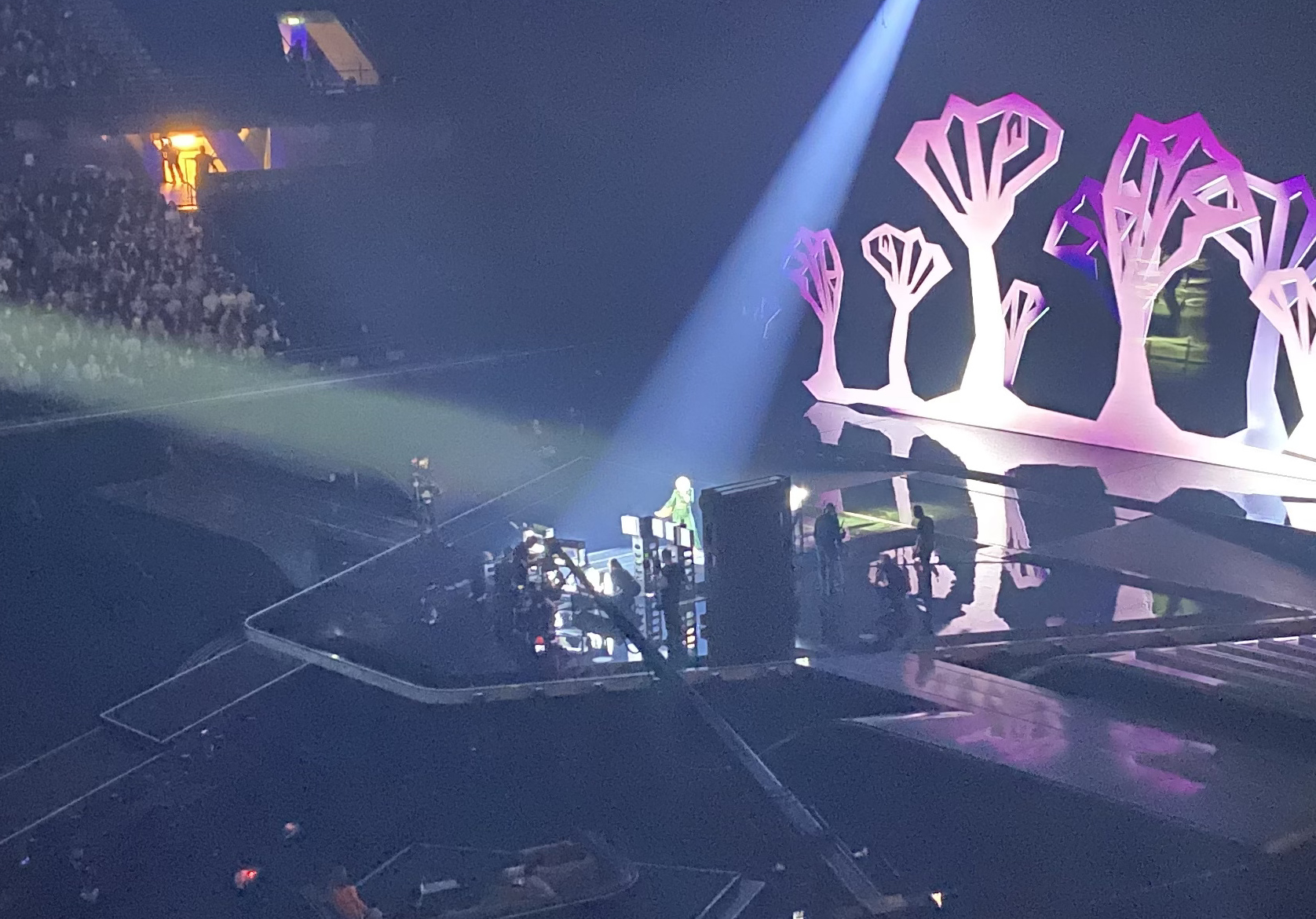
Lesley Roy Rotterdamban (2021)
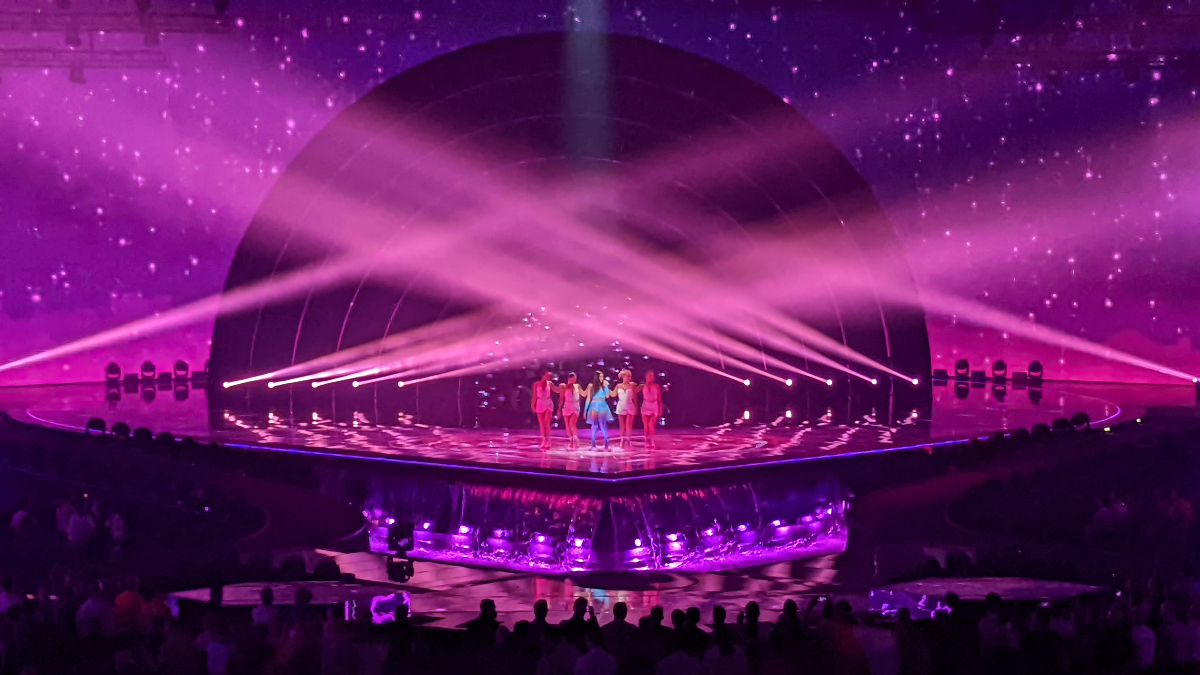
Brooke Torinóban (2022)
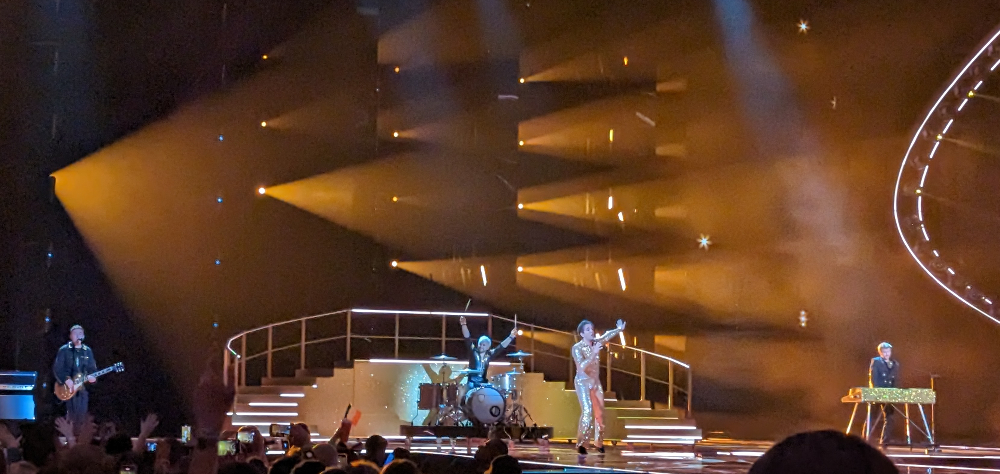
A Wild Youth Liverpoolban (2023)
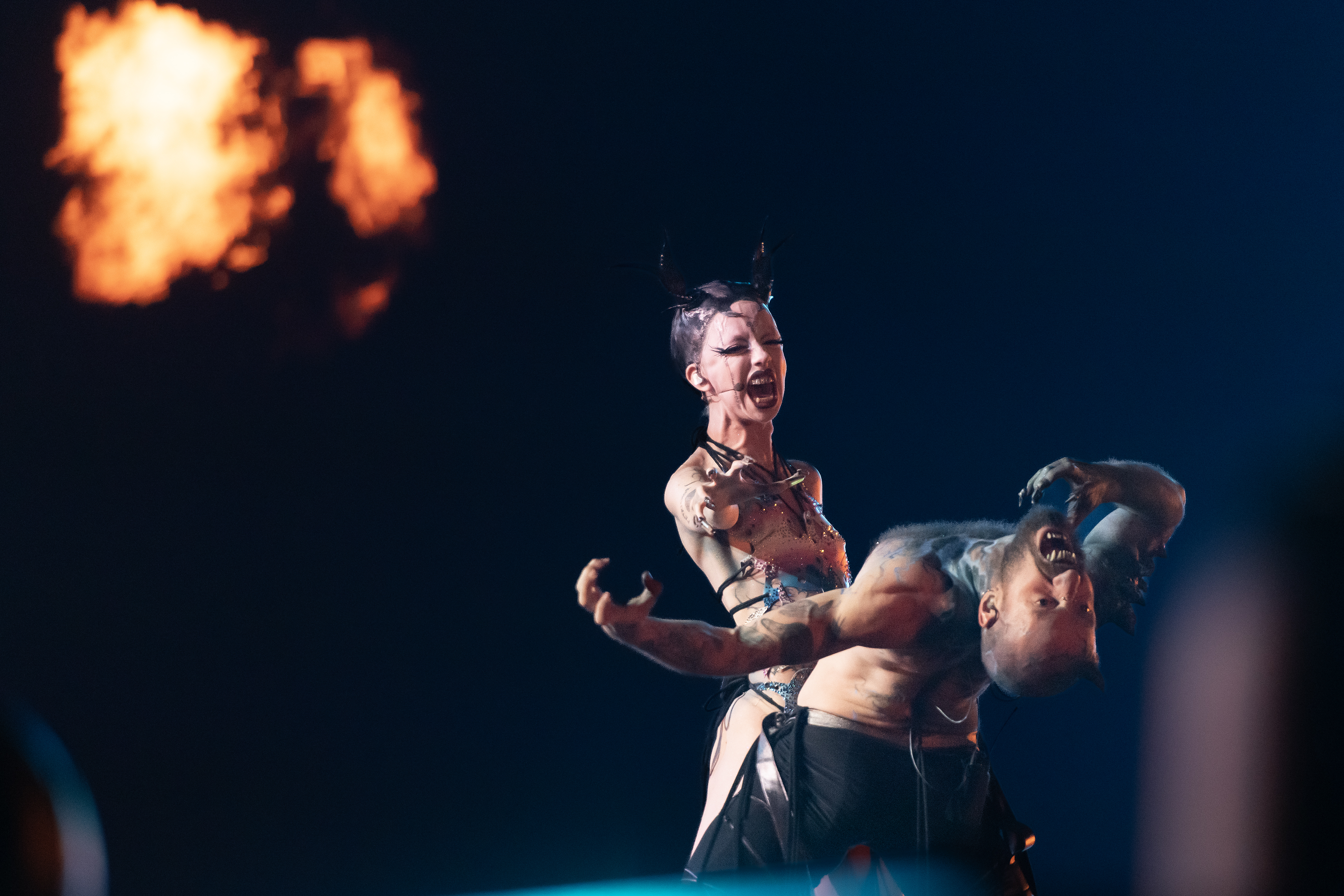
Bambie Thug Malmőben (2024)
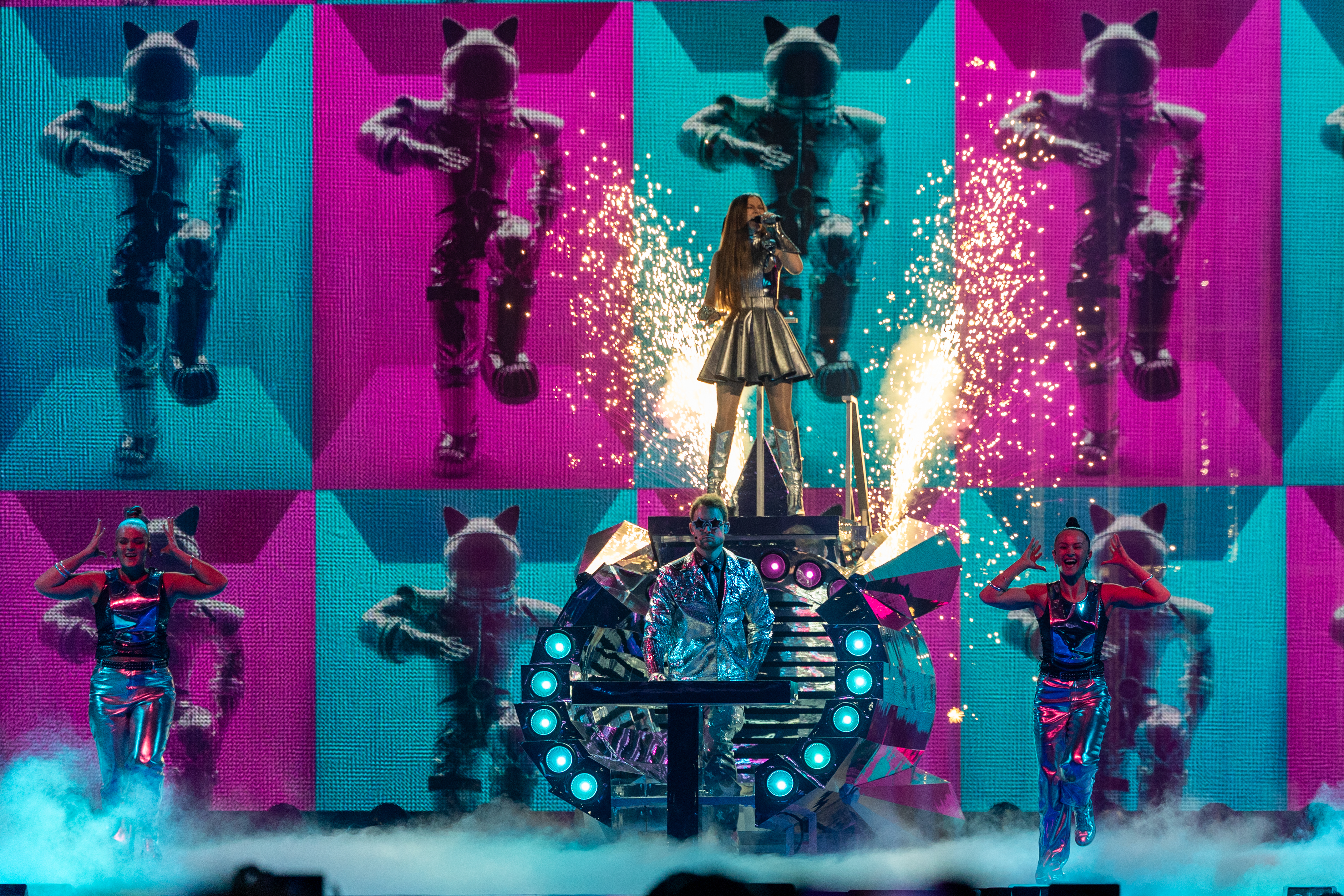
Emmy Bázelben (2025)

## Lásd még
- Írország a Junior Eurovíziós Dalfesztiválokon